# Madascaris
Madascaris is een geslacht van kevers uit de familie van de loopkevers (Carabidae). De wetenschappelijke naam van het geslacht is voor het eerst geldig gepubliceerd in 1937 door Max Bänninger.

## Soorten
Het geslacht Madascaris omvat de volgende soorten:
- Madascaris centurio Basilewsky, 1980
- Madascaris enoplus (Alluaud, 1930)
- Madascaris marojejyana Basilewsky, 1980
- Madascaris octocostata (Banninger, 1933)